# 真田ゆかり
真田 ゆかり（さなだ ゆかり、1973年10月27日 - ）は、日本のAV女優・元ストリッパー。元アリュール所属。
生年月日は活動していた時期により異なる。上記は、現在の所属事務所公式サイト内のプロフィールによるもの。

## 略歴・人物
1992年4月に葵のぞみ（あおい のぞみ）としてAVデビュー。3本の作品に出演した後、真田ゆかりに改名。
1993年3月に浅草ロック座にてストリップデビュー。しばらくはAV女優とストリッパーを並行して活動していたが、後にストリッパーに専念。
2002年4月にストリッパーを引退。
2005年よりAVに復帰。熟女系のAV女優として活動している。

## 出演作品

### アダルトビデオ
1992年
- ガラスの貴婦人（4月17日、アリスJAPAN） ※「葵のぞみ」名義、デビュー作
- 氷人形 アイスドール（5月15日、アリスJAPAN） ※「葵のぞみ」名義
- 和風ぬ〜どる（6月12日、アリスJAPAN） ※「葵のぞみ」名義
- 大制服バイブル（9月19日、ステラ）
- 高級娼婦スペシャル 女医（10月24日、ステラ）
- しみだらけの天使（11月13日、VIP））
- シリアス（11月25日、ロイヤル・アート）
- 淫欲の新妻 「主人が留守なモノですから…」（12月19日、ステラ）

1993年
- 美女濡れ （1月22日、VIP）
- 猫牝子 （2月20日、ステラ）
- 三姉妹レイプ感度くらべ（3月、マドンナ社）…共演:細川麗奈、立木結花

1994年
- スペルマ人形（4月、オー・ケイ出版社）

2003年
- D9 Super Collection VII 真田ゆかり、山崎華奈（1月23日、DVD9） ※激薄・薄消し作品

2005年
- 美熟女ソープ天国 2（4月15日、アリスJAPAN）…オムニバス作品 他出演:真咲菜々、梶原まゆ
- 美人教師 暴行現場 23（6月25日、クリスタル映像）…オムニバス作品 他出演:風間ゆみ、松葉まどか、神崎京子、白鳥るり、宝田まりあ
- 世話焼き団地妻集団痴女に行く先々でおせっかいなSEX調教うけてみませんか?（9月23日、アリスJAPAN）…共演:三咲まお、西条麗、藤原キリカ、結衣
- 白衣の女校医 2（9月30日、クリスタル映像）…オムニバス作品 他出演:赤坂なつみ、風間ゆず、松乃桃花、朝倉優奈、橘まい
- 未亡人 柔肌の悶え 10（10月29日、クリスタル映像）…オムニバス作品 他出演:梶原まゆ、木村のぞみ、古川美優、島崎葵、水紗和みずほ
- 義母の癒し（11月25日、マドンナ）
- 人妻ホレ薬 100キャラットのダイヤより、アナタのおチ○ポ欲しいのよ〜!（12月19日、CROSS）…オムニバス作品 他出演:北原梨奈、酒井ちなみ
- 不倫ってステキ! 淑女社交ダンス倶楽部 Shall we ファック?（12月25日、マドンナ）…共演:橘未稀、紫彩乃

2006年
- 私は痴女 人妻編 奥さん!そのフェラテク最高やん（1月7日、クリスタル映像）…オムニバス作品 他出演:城月沙羅、朝比奈りか、市川涼子、愛沢美奈、海島琴美
- ボディコン熟女レズ 4 くノ一女陰絵巻（1月20日、ジャパンホームビデオ）…共演:あずま樹、三上夕季
- 義母と義姉 Vol.2 家庭内♥誘惑（3月5日、ワープエンタテインメント）…共演:君嶋もえ
- 中出しされた女教師（3月25日、マドンナ）
- 寸止め 13 生ごろしはヤメて（5月6日、クリスタル映像）…オムニバス作品 他出演:菊原まどか、さいとう真央、片瀬渚、及川ひな多、山口真理
- 美熟女…H 19（6月10日、クリスタル映像）…オムニバス作品 他出演:沢田麗奈、沢木あゆみ、さくら優、常盤みどり、宮本由紀乃
- 淫乱マゾ麗奴 縄好き妖艶美女秘悦調教（7月28日、アヴァ）
- ハイレグマダムズ 男漁りの過激なバカンス（8月19日、CROSS）…共演:憂木瞳、篠宮慶子、白川なつみ
- 清楚系セレブ妻 現金誘惑マニアック調教（9月19日、CROSS）…オムニバス作品 他出演:橘未稀
- 熟女狩り 第1夜（9月16日、クリスタル映像）…オムニバス作品 他出演:大朋園子、阿部さくら、上原裕美、水沢久美、矢吹純
- SUPER BLACK JADGE 撮影現場で突然台本にないフェラチオを要求したらモデルはしゃぶってくれるのか? （9月29日、メディアバンク）他出演:椎名りく、藤森かおり、緒川さら、畑野れん、倉田杏里、辻本りょう、平山加奈、篠宮慶子、浅井南、金沢みなみ、工藤まあこ、早川陽子、平嶋恵里、水木まりあ
- 人妻温泉 16 癒し系（10月14日、クリスタル映像）…オムニバス作品 他出演:梶原まゆ、七瀬あおい、奥田莉緒、雪乃、澪ちとせ
- 癒らし。 ずっとあなたを忘れない ゆかり編（10月20日、アウダースジャパン）
- 美熟女フィーリングカップル（11月24日、メディアバンク）…共演:篠宮慶子、白川なつみ、憂木瞳
- 人妻が熟れて我慢できない午後3時 18（12月16日、クリスタル映像）…オムニバス作品 他出演:内田知里、中峰さゆり、倉本奈々子、華田舞織、山根しのぶ

2007年
- 人妻デリバリー 7（1月6日、クリスタル映像）…オムニバス作品 他出演:愛田るか、藤田みやび、中峰さゆり、星優奈、源彩華
- 艶情熟肌想ひ（1月13日、溜池ゴロー）
- 美熟女回想（1月23日、リッチジャパン）
- 昼下がりの淫ら妻 23（1月27日、クリスタル映像）…オムニバス作品 他出演:浅宮ゆかり、桃沢なつき、五島せり、山崎愛莉、山口茜
- お母さんの性教育（3月5日、小林興業）…オムニバス作品 他出演:優木潤子
- 悩殺 BODY（3月24日、クリスタル映像）…オムニバス作品 他出演:つかもと友希、神崎美樹、梶原まゆ、緒川みずき、小池絵美子
- 温泉物語 表（4月6日、映天）
- 温泉物語 裏（4月6日、映天）
- 同級生のお母さん（4月10日、ドリームステージエンタテインメント）
- こともあろうに叔父ちゃんの指が私の中へ… 12 （4月13日、東京音光）…共演:白鳥美鈴
- M （5月11日、映天）
- 人妻強姦中出し 理不尽に犯され中出しされた美人妻（5月12日、隼エージェンシー）
- こだわりの手コキ 4時間SP 4 40人のハンドメイド（5月12日、隼エージェンシー）他39名出演
- アナル奴隷夫人 （5月25日、マドンナ）
- 人妻楽園 Pleasure Love Affair.（6月9日、グラフィス）…オムニバス作品 他出演:ゆあ
- 熟れ濡れ奥さまはスゴ淫です 8（6月15日、クリスタル映像）…オムニバス作品 他出演:堀井麻耶、大沢りょうこ、中峰さゆり、高島恵、竿舐良子
- 凌辱監禁中出し美人妻（6月15日、フォーエバー）…共演:水谷奈々
- 抜きまくる人妻たち Vol.2 美しい人妻30人のフェラ&手こき（6月19日、ミスター・インパクト）他多数出演
- 職権乱用 AV製作会社の裏側全部見せます。（6月29日、メディアバンク）…オムニバス作品 他出演:藤森かおり、稲沢綾、白川なつみ
- 美人妻M VOL.01（7月4日、中嶋興業）
- 熟女 逆ハーレム 7（7月13日、クリスタル映像）…オムニバス作品 他出演:翔田千里、相馬里歩、中峰さゆり、神崎美樹、酒井ちなみ
- 美熟女温泉 湯けむり旅情 皐月 菖蒲の月 真田ゆかり 34歳 （7月30日、ゴリラプロジェクト）
- 変態恥療院 第2診察室（9月14日、クリスタル映像）…オムニバス作品 共演:安藤なつ妃 他出演:大久保美紀、佐伯奈々、神田ナオ、旭るみね
- 昭和40年代生まれの牝 5（9月21日、アカデミック）
- 犯罪被害者の告白 力ずくで犯されて 世話になった上司に/夫の弟に/別れた彼氏に いかされる女たち （9月25日、FAプロ）…オムニバス作品 他出演:三咲エリナ、浅井舞香
- スカートをめくって 青姦 セーラー服と中年男/草むらで輪される姉/嫁と兄貴/亭主以外の男と…/女房の妹と…/川のほとりで騎乗位 （9月25日、FAプロ）…オムニバス作品 他出演:川嶋あみ、横山翔子、三咲エリナ、白瀬あいみ、橘ひな
- 熟女の巨尻 （10月5日、映天）…オムニバス作品 他出演:椿かをる
- 熟女のオナニー 熟女26人の生・本気オナニー （12月21日、Nadeshiko）…オムニバス作品 他出演:松浦ユキ、志村玲子、中村りかこ、小野今日子、五十川みどり、魚住里奈、白鳥美鈴、星野いずみ、華咲りょう、高坂レイ、天海ゆり、南原香織、押切麗奈、横山恵子、千野麗香、落合美鈴 ほか

2008年
- すけべぇ義父の嫁いぢり 24 不埒なバスルーム編（1月11日、東京音光）…共演:竹下あや
- 人妻淫実話 2 素人顔出し・中出し!（1月19日、大悟）
- セレブ妻・ゆかり （1月23日、ムック）
- Mrs. NANPA! 5 奥様改造計画（2月7日、グローリークエスト）…共演:牧野遥
- 禁断の義母と三姉妹（2月8日、アウダースジャパン）…共演:持田茜、七瀬かすみ、綾瀬はるな
- DOKIレズ 19（2月8日、アウダースジャパン）…オムニバス作品 共演:持田茜 他出演:七瀬かすみ、綾瀬はるな
- 熟女が過去に体験した ショートストーリー集（5月16日、リッチジャパン）…オムニバス作品 他出演:竹内エミリ、志村玲子、竹田悦子、桜井咲子
- Lの新世界（5月25日、グラフィティジャパン）…共演:友田真希、真崎ゆかり、西山優子、志村玲子、滝澤クリスタル、渥美イオン
- SEX WIFE -素人妻モデルズ 4-（6月j21日、ビデオバンク）…オムニバス作品 共演:倖田李梨 他出演:あずま樹、松浦ユキ
- 乱交大家族（9月19日、CROSS）…共演:押切あやの、下北やよい、木下優梨菜、瀬戸ひなた
- The ストリップ先生 男を狂わすいい女（11月22日、FAプロ）…共演:寺澤しのぶ
- ディルドにまたがる女優たち 2（12月13日、アロマ企画）…オムニバス作品 他出演:稲森ケイト、ICHIKA、大沢佑香、愛菜りな、川瀬さやか、琴野まゆか、河本愛、月嶋りお、飯島夏希、園原りか

2009年
- 若妻調教レズいぢめ（2月19日、アンナと花子）…共演:橘未稀、川上ゆう
- Legend VOL.47（8月21日、エー・エス・ジェイ） ※総集編
- 人妻いぢめレズビアン（9月19日、CROSS）…共演:風間ゆみ、村上涼子

### アダルトサイト
- 人妻パラダイスGOLD メインギャラリー 『スタイル超最高』（人妻パラダイス） ※「由佳里」名義

### オリジナルビデオ
- 白夜蝶（2006年8月4日、インターフィルム）…共演:飯沢もも、星野つぐみ
- 膝枕 愛を乞う人（2006年撮影、レジェンド・ピクチャーズ）…共演:里見瑶子
- 団地妻 人妻のある男性との秘められた恋（2006撮影、レジェンド・ピクチャーズ）…共演:夏目今日子
- デスパレートな人妻たち 昼下がりのヨガスクール（2007年4月23日、TMC）…共演:もりかわゆい、沢田麗奈、平沢里菜子、金井アヤ
- 人妻同窓会 あなたが一番好き（2008年撮影、レジェンド・ピクチャーズ）…共演:里見瑤子
- 恋い慕う 彼に抱かれたい（2008年撮影、レジェンド・ピクチャーズ）…共演:早川瀬里奈
- 義母の背徳日誌（2009年5月2日、プレミアムリップス）…共演:友田真希
- 誰とでもする男、誰とでも寝る女。（2009年6月5日、インターフィルム）…共演:華沢レモン、佐々木基子

### テレビドラマ
- タイガー＆ドラゴン 第9話（2005年6月10日、TBS） - 力夫の妻 役[1]